# Ячменный колос
«Ячме́нный ко́лос» — российская и советская марка пива. Рецепт разработан в Советском Союзе в 70-е годы XX века. Была одной из самых популярных марок пива в СССР.

## История марки
Рецепт пива разработан в 1978 году. Его плотность (экстрактивность начального сусла) была 11 %, содержание алкоголя — 3,2 % об. Этот сорт был одним из самых распространённых в СССР последних лет, частично заменив «Жигулёвское».
Пиво «Ячменный колос» выпускалось в советские времена несколькими заводами и относилось к общесоюзному сорту. По популярности мало уступало легенде тех времен — «Жигулевскому». В Москве «Ячменный колос» выпускал Московский пиво-безалкогольный комбинат «Очаково», первый розлив на котором состоялся в 1978 году.
От прочих сортов ячменного напитка, выпускавшихся в СССР, «Ячменный колос» отличался относительной легкостью — его плотность составляла 11 %.
В советское время «Ячменный Колос» считался средним по цене пивом. Госцена пол-литровой бутылки «Ячменный Колоса» составляла 34 коп. без стоимости посуды — на 9 коп. дороже «Жигулевского», но на 7 коп. дешевле локального премиального сорта пива «Московского».
До начала 90-х годов XX века марка не была закреплена за конкретным производителем. В 1992 году Московский пиво-безалкогольный комбинат зарегистрировал марку за собой.
В 1993 году МПБК «Очаково» приостановил выпуск пива «Ячменный колос».
В 2001 году компания «Очаково» возобновляет производство пива «Ячменный колос» на своем первом филиале, расположенном на юге России, в городе Краснодар. Данный сорт пива быстро стал визитной карточкой завода «Очаково» в Краснодаре. Рецептура возобновленного сорта была усовершенствована, но вкус советского пива был сохранен.
С 2003 году «Ячменный колос» выпускается в Москве и становится федеральной маркой.
В 2020 году АО МПБК «Очаково» выпустило на рынок пиво «Ячменный колос», полностью повторяющее советскую рецептуру 1978 года.

## Характеристики марки
Классическое светлое пиво с очень свежим, мягким и лёгким вкусом, в послевкусии гамма оттенков ячменного солода и легкая хмелевая горечь.
Согласно ТУ 18-6-15-79 плотность пива (экстрактивность начального сусла) составляла  11 %. В рецептуру входил: солод — 85 %, ячмень (или рисовая, или кукурузная крупа) — 15 %. Допускалась замена 5 % солода тростниковым сахаром сырцом. Хмель — 22 г. (1-й сорт — 20 %, 2-й и 3-й сорт — 40 %). Хмель 1-го сорта добавляется последним.
В составе пива «Ячменный колос» Московского пиво-безалкогольного комбината «Очаково»: вода подготовленная, солод пивоваренный ячменный светлый, ячмень пивоваренный, хмель.

## Разновидности марки
«Ячменный колос» светлое — классическое пиво с очень легким свежим вкусом и мягкой хмелевой горчинкой. Экстрактивность начального сусла 11 %, содержание алкоголя 4,5 %. Процесс брожения занимает 22 суток.
«Ячменный колос» крепкое — пиво с богатым вкусом и насыщенной хмелевой горечью. Повышенное содержание алкоголя достигается за счет дополнительной выдержки. Плотность 16 %, содержание алкоголя 7 %. Продолжительность процесса брожения 35 суток.
«Ячменный колос» рецепт 1978 года. Вкус полностью повторяет образец 1978 года, сошедший с линии розлива Московского пиво-безалкогольного комбината «Очаково» более сорока лет назад. Экстрактивность начального сусла 11 %, содержание алкоголя 4,5 %.